# Koenzim M
Koenzim M (2-merkaptoetansulfonat, HS–CoM) je koenzim, koji je neophodan za reakcije metil transfera u metabolizmu metanogena. Merkaptoetansulfonat sadrži tiol, koji je glavno mesto reaktivnosti, i sulfonatnu grupu, koja doprinosi njegovoj rastvorljivosti u vodenoj sredini. Ovaj koenzim je anjon sa formulom. Njegov katjon nije značajan. Lek mesna je natrijumova so koenzima M.

## Biohemijska uloga
Koenzim je C1 donor u metanogenezi. On se konvertuje u propil koenzim M-tioetar,, u pretposlednjem koraku formiranja metana. Koenzim M reaguje sa koenzimom B, 7-tioheptanoiltreoninfosfatom, i formira homodisulfid, uz oslobađanje metana:
Ova reakcija je katalizovana enzimom metil koenzim M hidrolaza, koji sadrži kofaktor F430 kao prostetičku grupu.